# Mölbegg
Mölbegg är en bergskedja i Österrike.   Den ligger i förbundslandet Steiermark, i den centrala delen av landet, 180 km sydväst om huvudstaden Wien.
Mölbegg sträcker sig 8,2 km i sydvästlig-nordostlig riktning. Den högsta toppen är Hochrettelstein, 2 220 meter över havet.
Topografiskt ingår följande toppar i Mölbegg:
- Gstemmerspitze
- Hochrettelstein

I omgivningarna runt Mölbegg växer i huvudsak blandskog. Runt Mölbegg är det ganska glesbefolkat, med 42 invånare per kvadratkilometer.